# Magdalena Gorzkowska
Magdalena Gorzkowska (* 30. April 1992 in Bytom) ist eine polnische Sprinterin, die sich auf den 400-Meter-Lauf spezialisiert hat.

## Sportliche Laufbahn
Erstmals bei einer internationalen Meisterschaft nahm Magdalena Gorzakowska an den Juniorenweltmeisterschaften im kanadischen Moncton als Teil der polnischen 4-mal-400-Meter-Staffel teil und erreichte dabei den achten Platz. 2011 erreichte sie über 400 Meter den sechsten Platz bei den Junioreneuropameisterschaften sowie den Gewinn der Silbermedaille mit der polnischen Staffel. Bei den Europameisterschaften 2012 schied sie im Einzelbewerben im Vorlauf aus und erreichte mit der polnischen Mannschaft im Finale den achten Platz. 2013 schied sie bei den U23-Europameisterschaften im Einzelbewerb in der Vorrunde aus und siegte mit der polnischen Staffel.
2016 feierte sie bei den Hallenweltmeisterschaften in Portland ihren bis dahin größten Erfolg, als sie mit der polnischen Stafette die Silbermedaille gewann.
Am 17. Mai 2018 bestieg sie als bisher jüngste Frau Polens den Mount Everest.

## Persönliche Bestzeiten
- 400 m: 52,95 s, 16. Juni 2012, Bielsko-Biała
  - Halle: 53,60 s, 5. März 2016, Toruń